# 샌프란시스코-오클랜드 베이 브리지

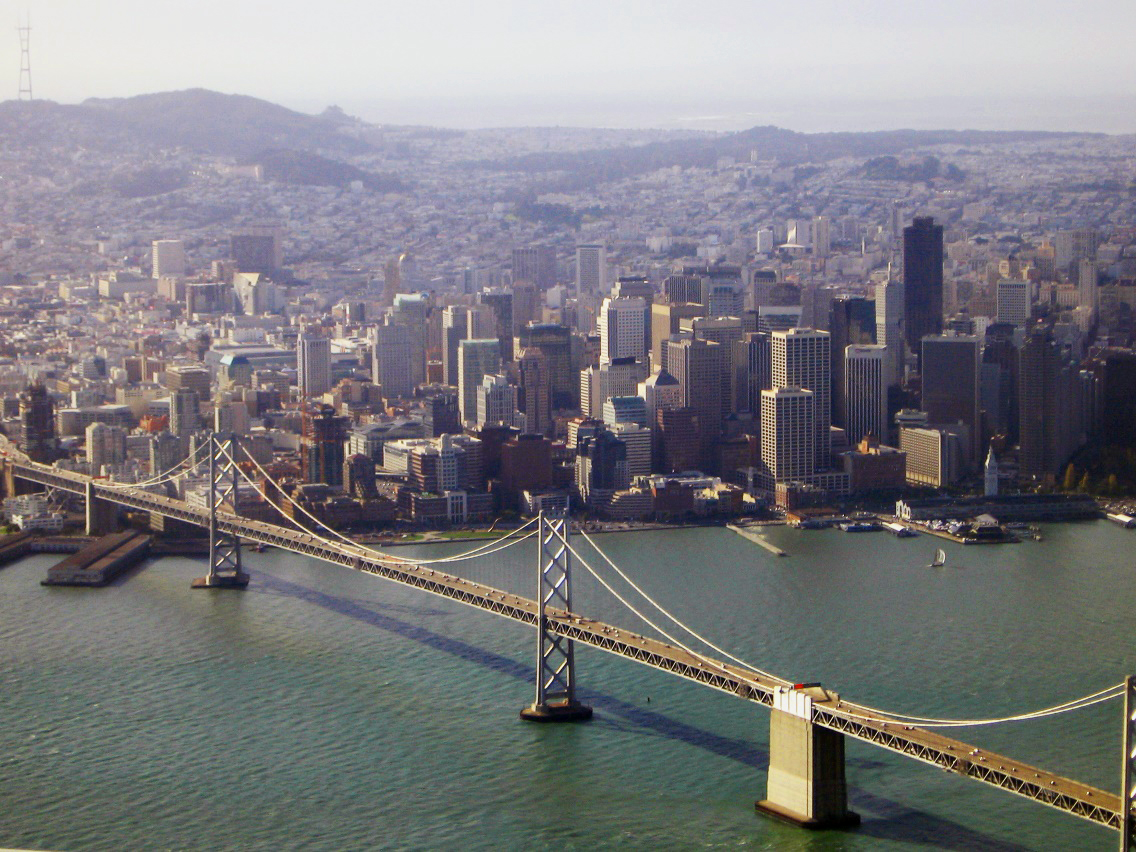
샌프란시스코-오클랜드 베이 브리지

샌프란시스코-오클랜드 베이 브리지(San Francisco – Oakland Bay Bridge)는 샌프란시스코 만에 위치한 다리로, 샌프란시스코와 오클랜드를 잇는다. 간단히 베이 브리지(Bay Bridge)라고도 한다.
1989년 로마프리타 지진 당시 다리의 동쪽 트러스 부분 상부 데크의 15m 구간이 하부의 갑판으로 쓰러져 그 여파로 1명이 사망했으며, 다리는 한 달간 폐쇄되어 수리를 마치고 다시 개통되었다. 2001년 국립사적지로 등록되었다.

## 같이 보기
- 골든게이트 교